# Остриё копья
«Остриё копья» (англ. End of the Spear) — документальная драма, рассказывающая историю о пяти американских миссионерах и эквадорском племени Ваорани. После того, как в 1956 году дикари убили пять молодых исследователей, их жизнь и жизнь «чужаков» изменилась навсегда…

## Сюжет
1956 год. Пять молодых миссионеров отправляются в нетронутые цивилизацией джунгли Эквадора, чтобы попытаться обратить в христианскую веру местных жителей — первобытное племя Ваорани. Путешествие заканчивается трагически. Все пятеро погибают, будучи заколоты копьями тех, до кого они хотели донести свет веры. Последовавшие за убийствами события, словно смерч, захватывают в свою воронку не только родственников погибших, но и народ Ваорани, безвозвратно меняя их жизни. Среди вовлеченных в последствия оказывается и главный герой повествования — индеец Минкаяни (Луи Леонардо)…